# (10642) Charmaine
(10642) Charmaine (1999 BF8) – planetoida z grupy pasa głównego asteroid okrążająca Słońce w ciągu 5,39 lat w średniej odległości 3,07 j.a. Odkryta 19 stycznia 1999 roku.